# Soul de Chicago
Chicago Soul é uma vertente da soul music surgida nos anos 1960.
O soul de Chicago geralmente tinha influência da música gospel, mas o grande número de gravadoras com sede na cidade tenderam a produzir um som mais diversificado do que em outras cidades.
A Vee Jay Records, que durou até 1966, produziu gravações de Jerry Butler, Betty Everett, Dee Clark, e Gene Chandler.
A Chess Records, um selo principalmente de blues e rock and roll, produziu um grande número de artistas de soul. Mayfield não só marcou muitos sucessos com seu grupo, The Impressions, mas escreveu muitas canções de sucesso para os artistas de Chicago e produziu sucessos nos seus selo próprios para The Fascinations e os Five Stairsteps.